# اندیس ولسیده
ولسیده یک اندیس غیرفلزی است که در حوالی شهر آمل استان مازندران قرار دارد و مادهٔ معدنی موجود در آن، فلوئورین است.  